# Cicalengka Kulon
Cicalengka Kulon is een bestuurslaag in het regentschap Bandung van de provincie West-Java, Indonesië. Cicalengka Kulon telt 7563 inwoners (volkstelling 2010).